# ヨーロッパの夜
ヨーロッパの夜（Europa di Notte）は1960年公開のイタリア映画。

## 解説
監督はアレッサンドロ・ブラゼッティ、脚本はモンド映画の親玉になるグァルティエロ・ヤコペッティ。内容はパリ、ロンドン、ローマなどのヨーロッパの主な都市のナイト・クラブやミュージック・ホールでのショーを記録したモノを集めたもの。日本でモンド映画ブーム以前に流行った『夜モノ』ブームの火付け役になったモノであり、以後『世界の夜』や『セクシーの夜』など類似映画がいくつか輸入されたもののブームは2年も経たないうちに去っていった。

## スタッフ
- 監督：アレッサンドロ・ブラゼッティ
- 脚本：エンニオ・デ・コンチーニ、グァルティエロ・ヤコペッティ（脚本参加）
- 撮影：ガボール・ポガニー
- ナレーション：グァルティエロ・ヤコペッティ

## 出演
- ザ・プラターズ
- ドメニコ・モドゥーニョ
- コリン・ヒックス&キャビン・ボーイズ
- チャニング・ポロック